# Ессенбах
Ессенбах (нім. Essenbach) — громада в Німеччині, знаходиться в землі Баварія. Підпорядковується адміністративному округу Нижня Баварія. Входить до складу району Ландсгут.
Площа — 83,57 км2. Населення становить 12 054 ос. (станом на 31 грудня 2020).